# 平托桂
平托桂（学名：Cinnamomum tsoi）是樟科肉桂属的植物，为中国的特有植物。分布于中国大陆的海南、广西等地，生长于海拔2,400米的地区，一般生于常绿阔叶林中，目前尚未由人工引种栽培。

## 别名
景烈樟（海南植物志） 乌身香槁（海南）